# Tarsus İdman Yurdu
Tarsus İdman Yurdu ist ein türkischer Fußballverein aus der Kreisstadt Tarsus in der Provinz Mersin. Obwohl man nur wenige Spielzeiten mit Mersin İdman Yurdu in derselben Liga spielte, besteht zwischen beiden Vereinen eine lange Rivalität.

## Geschichte

### Gründung
Der Verein wurde 1923 von jungen Gymnasiasten gegründet. 1967 nahm der Verein an der neu eingeführten dritthöchsten türkischen Spielklasse, der TFF 3. Lig (heute  TFF 2. Lig), teil. Zwei Jahre später gelang der Aufstieg in die zweitklassige TFF 2. Lig. Die nachfolgenden Spielzeiten war der Verein abwechselnd zweit- bzw. drittklassig.

### Systembedingter Abstieg in die TFF 3. Lig
Da mit der Saison 2001/02 der türkische Profifußball grundlegenden Änderungen unterzogen werden sollte, wurden bereits in der Spielzeit 2000/01 Vorbereitungen für diese Umstellung unternommen. Bisher bestand der Profifußball in der Türkei aus drei Ligen: Der höchsten Spielklasse, der einspurigen Türkiye 1. Futbol Ligi, der zweitklassigen fünfspurig und in zwei Etappen gespielten Türkiye 2. Futbol Ligi und der drittklassigen und achtgleisig gespielten Türkiye 3. Futbol Ligi. Zur Saison 2001/02 wurde der Profifußball auf vier Profiligen erweitert. Während die Türkiye 1. Futbol Ligi unverändert blieb, wurde die Türkiye 2. Futbol Ligi in die nun zweithöchste Spielklasse, die Türkiye 2. Futbol Ligi A Kategorisi (zu dt.: 2. Fußballliga der Kategorie A der Türkei), und die dritthöchste Spielklasse, die Türkiye 2. Futbol Ligi B Kategorisi (zu dt.: 2. Fußballliga der Kategorie B der Türkei), aufgeteilt. Die nachgeordnete Türkiye 3. Futbol Ligi wurde fortan somit die vierthöchste Spielklasse, die TFF 3. Lig. Jene Mannschaften, die in der Drittligasaison 2000/01 lediglich einen mittleren Tabellenplatz belegten, wurden für die kommende Saison in die neugeschaffene vierthöchste türkische Spielklasse, in die 3. Lig, zugewiesen. Tarsus İdman Yurdu, welches die Liga auf dem 14. Tabellenplatz beendet hatte, musste so systembedingt in die 3. Lig absteigen.

### Neuzeit
Die Saison 2011/12 schloss man als Tabellenzweiter der vierklassigen TFF 3. Lig ab und qualifizierte sich für die Relegationsrunde, in denen die letzten drei Aufsteiger für die drittklassige TFF 2. Lig mittels K.-o.-System ermittelt wurde. Hier bezwang man im Halbfinale Siirtspor und im Finale Bursa Nilüferspor und stieg somit nach einjähriger Abstinenz wieder in die TFF 2. Lig auf.

## Chronologische Reihenfolge der Vereinsnamensänderungen
- 1923–1982: Tarsus İdman Yurdu bzw. Tarsus İdman Yurdu
- 1982–1986: Tarsus İdman Yurdu Erkutspor
- seit 1986: Tarsus İdman Yurdu bzw. Tarsus İdman Yurdu Spor Kulübü oder Tarsus İdman Yurdu SK

## Erfolge
- Meister der TFF 2. Lig: 1968/69, 1979/80, 1990/91
- Aufstieg in die TFF 1. Lig: 1968/69, 1979/80, 1984/85, 1990/91
- Vizemeister der TFF 3. Lig: 2001/02
- Playoff-Sieger der TFF 3. Lig: 2011/12
- Aufstieg in die TFF 2. Lig: 2001/02, 2011/12

## Ligazugehörigkeit
- 2. Liga: 1969–1972, 1980–1983, 1984–1988, 1991–1995
- 3. Liga: 1967–1969, 1972–1980, 1988–1991, 1995–2001, 2002–2011, 2012–2016,  2018-2023
- 4. Liga: 2001–2002, 2011–2012, 2016–2018, seit 2023
- Regionale Amateurliga: 1983–1984

## Ehemalige bekannte Spieler
- Taner Gülleri
- Emrah Tuncel

## Trainer (Auswahl)
- Levent Arıkdoğan (Juli 1990 – Mai 1991)
- Levent Arıkdoğan (Juli 1997 – Februar 1998)
- Mehmet Kakil (November 2003 – Mai 2004)
- Özcan Kızıltan (Juni 2006 – Mai 2007)
- Nevzat Dinçbudak (Juni 2007 – Mai 2008)
- Nevzat Dinçbudak (Juli 2009 – März 2010)
- Nevzat Dinçbudak (März 2012 – Oktober 2013)
- Cengiz Seçsev (März 2014 – September 2014)
- Erol Azgın (März 2016 – Mail 2016)
- Özcan Kızıltan (Juli 2017 – Februar 2019)
- Selahattin Şan (März 2019 – Mai 2019)

## Präsidenten (Auswahl)
- Erdal Yüksel
- Eyüphan Eyüboğlu